# Josh Sole
Joshua William Sole, detto Josh (Hamilton, 15 febbraio 1980), è un ex rugbista a 15 italiano di origine neozelandese, attivo nei ruoli di flanker o numero 8 e 47 volte internazionale per l'Italia.

## Biografia
Nato in Nuova Zelanda da famiglia italo-britannica (sua madre è di origine napoletana, suo padre scozzese), Josh Sole crebbe rugbisticamente in patria e militò nell'ormai defunto National Provincial Championship, nelle file del Waikato.
Benché originariamente seconda linea, fin dal suo arrivo in Italia nel 2005 fu utilizzato in terza linea, sia come flanker che come numero 8, nel Viadana prima e poi anche in Nazionale.
Esordì in Nazionale, avendo diritto alla cittadinanza italiana, nel 2005 contro l'Argentina sotto la gestione di Berbizier; con il tecnico francese prese parte anche a due Sei Nazioni, nel 2006 e 2007, e alla Coppa del Mondo di rugby 2007 in Francia; nella nuova gestione Mallett ha preso parte al Sei Nazioni 2008 e ai successivi test match, collezionando però due sole vittorie in tutto l'anno contro la Scozia e l'Argentina.
Impiegato anche nel Sei Nazioni 2009, ma non per il tour di metà anno in Australasia, ha ripreso il suo posto per i test di fine anno contro Nuova Zelanda, Sudafrica e Samoa e il successivo Sei Nazioni 2010.
Con l'entrata della federazione italiana in Celtic League e la creazione della franchise degli Aironi di cui il Viadana è stato il principale attore, Sole è entrato nella neonata squadra che prende parte dal 2010 al torneo in precedenza riservato alle squadre professionistiche di Scozia, Irlanda e Galles; allo scioglimento della squadra nel 2012 e il subentro nella rinnovata Pro12 delle Zebre, Sole è passato in quest'ultima squadra dalla stagione 2012-13.
Dalla stagione sportiva 2013-14 ha fatto ritorno nella sua terra d'origine in Nuova Zelanda, militando nelle Bay of Plenty.

## Palmarès
- Coppe Italia: 1
Viadana: 2006-07
- Supercoppe d'Italia: 1
Viadana: 2007